# Rundschwanzhabicht
Der Rundschwanzhabicht (Astur cooperii, Synonym: Accipiter cooperii), auch Rundschwanzsperber genannt, ist ein mittelgroßer Habichtartiger, der in Nordamerika beheimatet ist. Sein Verbreitungsgebiet reicht von Kanada über die Vereinigten Staaten nach Mexiko. Wie bei Greifvögeln üblich ist auch bei Rundschwanzhabichten das Männchen kleiner als das Weibchen. Östlich des Mississippi lebende Vögel sind durchschnittlich größer als ihre westlichen Artgenossen.

## Taxonomie
Der Rundschwanzhabicht wurde 1828 vom französischen Naturforscher Charles Lucien Bonaparte wissenschaftlich beschrieben. Die Artbezeichnung geht auf den Naturforscher William Cooper zurück, einen Mitbegründer des American Museum of Natural History in New York City.

## Beschreibung

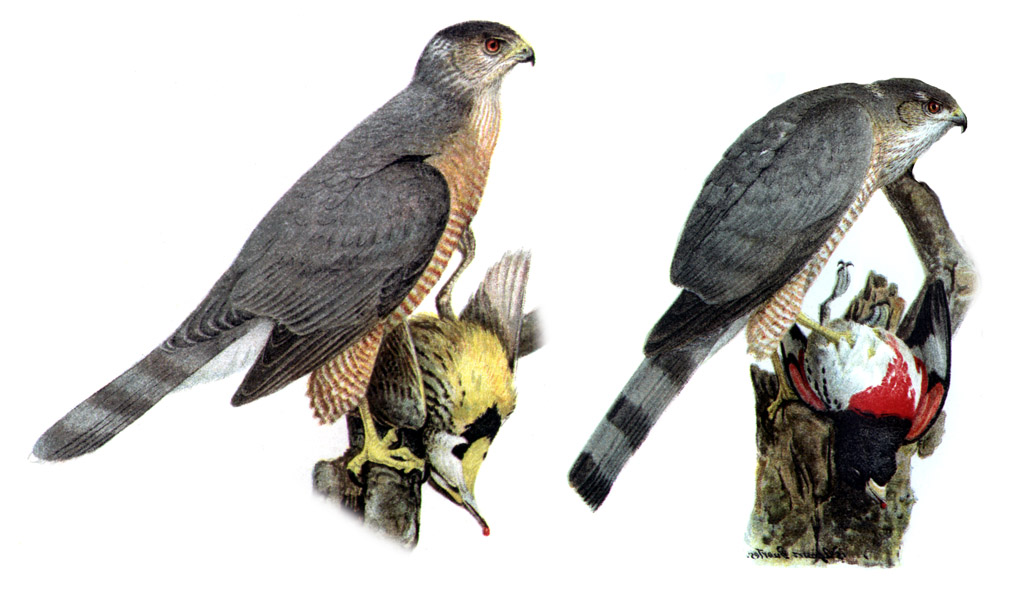
Vergleich eines Rundschwanzhabichts (links) mit einem Eckschwanzsperber (rechts)

Die durchschnittliche Größe eines erwachsenen Männchens ist 39 Zentimeter (Variationsbreite 37–41 Zentimeter), es wiegt dabei 312 Gramm (Variationsbreite 302–402 Gramm) und hat eine Spannweite von 71 Zentimeter (Variationsbreite 70–77 Zentimeter). Erwachsene Männchen sind wesentlich kleiner als Weibchen (umgekehrter Geschlechtsdimorphismus), die im Schnitt 45 Zentimeter groß werden (Variationsbreite 42–47 Zentimeter), 500 Gramm wiegen (Variationsbreite 479–678 Gramm) und eine Spannweite von 83 Zentimeter erreichen (Variationsbreite 79–87 Zentimeter).
Östlich des Mississippi lebende Vögel sind größer und schwerer als ihre westlichen Artgenossen. So hat z. B. ein Männchen der östlichen Population eine durchschnittliche Flügelbreite von 236,1 Millimeter und wiegt im Schnitt 327,7 Gramm. Männchen der westlichen Population hingegen haben eine durchschnittliche Flügelbreite von nur 224,9 Millimeter und wiegen im Schnitt 281,7 Gramm.
Die Jungvögel von Rundschwanzhabichten sind etwas größer als Eckschwanzsperber, aber kleiner als der Amerikanische Habicht. Kleinere Männchen sind in etwa mit großen Weibchen des Eckschwanzsperbers vergleichbar und große Weibchen des Rundschwanzhabichts erreichen die Ausmaße kleinerer Habichtsmännchen.
Rundschwanzhabichte besitzen kurze abgerundete Flügel und einen sehr langen abgerundeten Schwanz, der abwechselnd hell und dunkel quergestreift ist. Erwachsene Tiere haben rote Augen und eine dunkle Kappe, die Deckfedern sind blaugrau; Kopfseiten, Brust- und Bauchgefieder sind weiß mit dünnen braunroten Streifen. Über den Augen kann ein weißer Augenstreif auftreten. Jungvögel besitzen gelbe Augen, ihre Kappe ist braun, die Deckfedern sind ebenfalls braun; Kopfseiten, Brust- und Bauchgefieder sind hell mit dünnen schwarzen Streifen. Der Schwanz ist auf der Oberseite blaugrau mit schwarzer Querstreifung, die Unterseite ist hellgefärbt.
Schnabel und Krallen sind bei Rundschwanzhabichten dunkel bis schwarz, Beine und Zehen sind gelblich.

## Verbreitung und Habitat
Die Brutgebiete des Rundschwanzhabichts erstrecken sich von Südkanada bis nach Nordmexiko. Im Vergleich zum Eckschwanzsperber und zum Amerikanischen Habicht sind ihre Bruträume generell weiter südlich angesiedelt. Im Winter ziehen die kanadischen und die in den Nördlichen Bundesstaaten der USA ansässigen Populationen gen Süden, einige Rundschwanzhabichte erreichen auf ihrem Zug sogar Panama. Als Nistplätze bevorzugen Rundschwanzhabichte an freie Felder angrenzende Wälder, deren Ränder ihnen Jagdgelegenheiten bieten.
Sie sind territorial und benötigen ein Revier von einigen Quadratkilometern. Rundschwanzhabichte bevorzugen Laubwälder und meiden in der Regel freie Flächen.

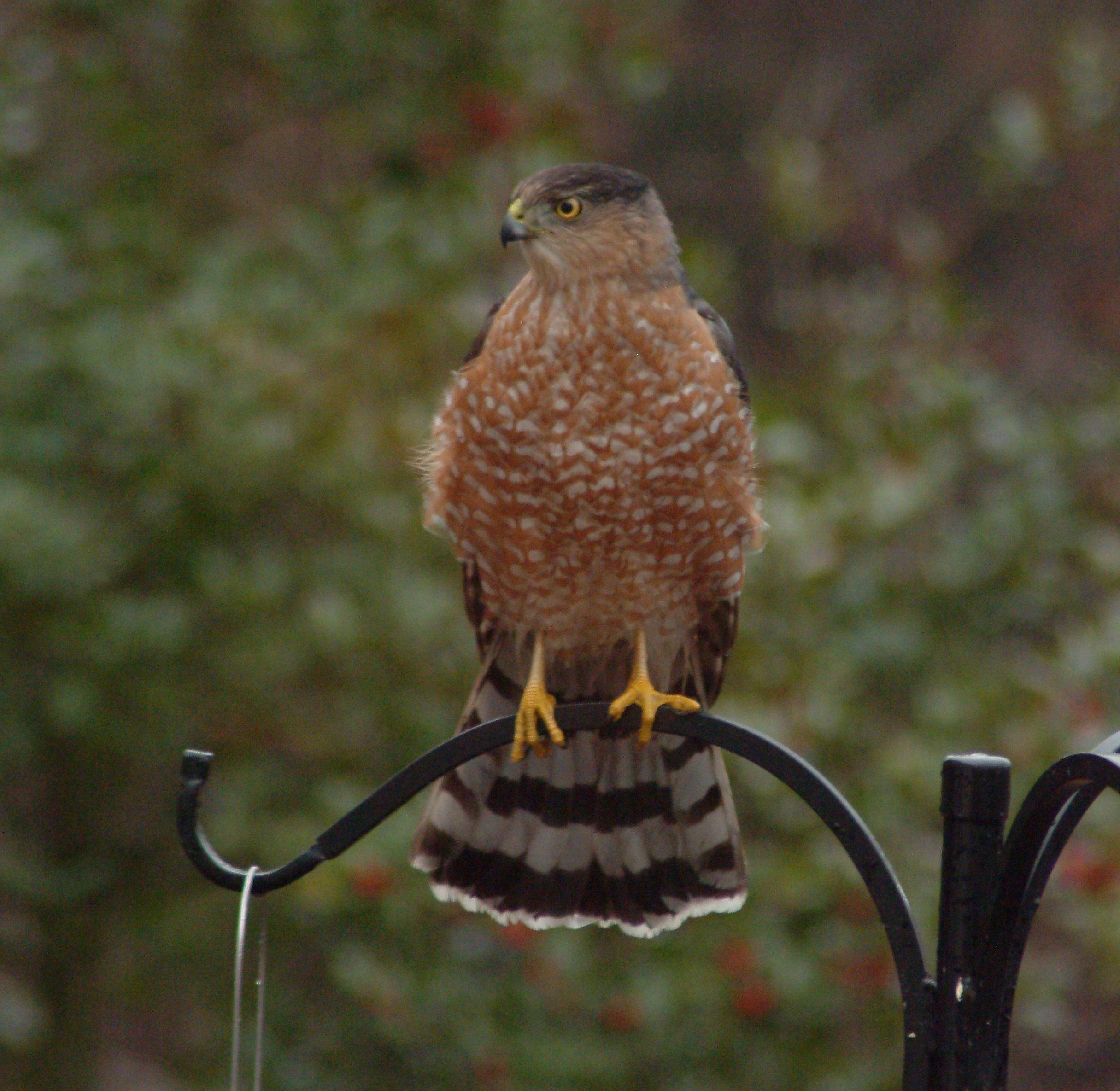
Rundschwanzhabichte werden von kleineren Vögeln zu Futtervorrichtungen gelockt

## Flug- und Jagdverhalten
Rundschwanzhabichte sind äußerst gewandte Flieger, ihr langer Schwanz befähigt sie überdies zu abrupten Richtungsänderungen. Die Jagd erfolgt gewöhnlich von einer Ansitzwarte aus. Nach Erkennen seines Beutetiers fliegt der Rundschwanzhabicht kraftvoll auf, stößt blitzschnell herab, packt mit den Fängen zu und tötet sein Opfer meist mit einem Biss.

### Beutetiere
Rundschwanzhabichte schlagen ihre Beutetiere aus schützendem Gebüsch oder im schnellen Flug durch dichte Vegetation, wobei sie gänzlich auf den Überraschungseffekt vertrauen. Ihre Beutetiere sind meist mittelgroße Vögel, darunter typischerweise Wanderdrosseln, Spechte, Stare, Stärlinge und Tauben. Die Größe der geschlagenen Beutetiere reicht von Waldsängern hin zu Fasanen. Rundschwanzhabichte erbeuten auch kleine Säugetiere, insbesondere Nagetiere wie z. B. Streifenhörnchen und Baumhörnchen. Das Größenspektrum erbeuteter Säugetiere variiert von kleinen Mäusen hin zu Hasen. Aber auch Echsen, Froschlurche, Schlangen und größere Insekten werden erbeutet. Rundschwanzhabichte rupfen ihre Beutetiere oft auf Pfosten oder anderen Ruheplätzen. In der Nähe von Futtervorrichtungen jagen sie neuerdings auch immer mehr Singvögel. Sie lauern dann in den umliegenden Bäumen mit Einblick auf die Futterstelle, stoßen unversehens herab und scheuchen die Vogelschar auf, um eines der Opfer im Aufflug zu ergreifen.

## Fortpflanzung und Brüten

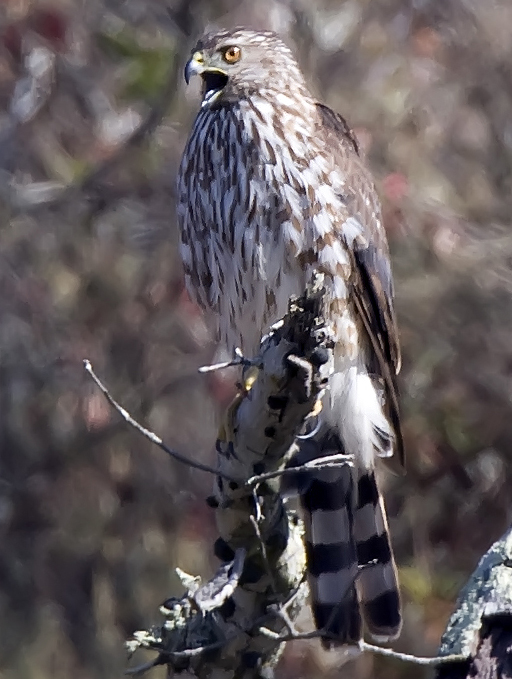
Jungvogel

Rundschwanzhabichte werden gewöhnlich mit zwei Jahren geschlechtsreif, Weibchen manchmal bereits mit einem Jahr. Die Paarungszeit geht mit Balzflügen einher und dauert je nach Verbreitungsgebiet von März bis Juni. Gefundene Paare bleiben sich ihr Leben lang treu.
Rundschwanzhabichte brüten in der Regel in Waldgebieten. Das Brutpaar erbaut aus Zweigen und Reisig ein Nest in stammnahen Astgabeln hoher Bäume. Das Gelege besteht meist aus drei bis fünf Eiern. Die kobaltblauen Eier sind zirka 48 × 38 Millimeter groß und wiegen ungefähr 43 Gramm.  Die Brutzeit dauert durchschnittlich 30 bis 36 Tage. Beim Schlüpfen wiegen die Jungen rund 28 Gramm, sind 9 Zentimeter groß und werden vollkommen von einem weißen Daunenflaum bedeckt. Das Weibchen bebrütet sie zwei Wochen, währenddessen das Männchen auf Nahrungssuche geht. Nach 25 bis 34 Tagen werden die Jungen flügge, sie kommen aber meist wieder zum Nest zurück, um für weitere vier Wochen gefüttert zu werden.

## Feinde
Es kommt vor, dass Eier oder Nestvögel gelegentlich von Waschbären, Krähen und anderen konkurrierendenRundschwanzhabichten erbeutet werden. Erwachsene Tiere werden manchmal von Rotschwanzbussarden, Virginia-Uhus und Habichten geschlagen.

## Lebenserwartung
Rundschwanzhabichte können unter günstigen Umständen ein Alter von zehn Jahren erreichen.

## Status und Artenschutz

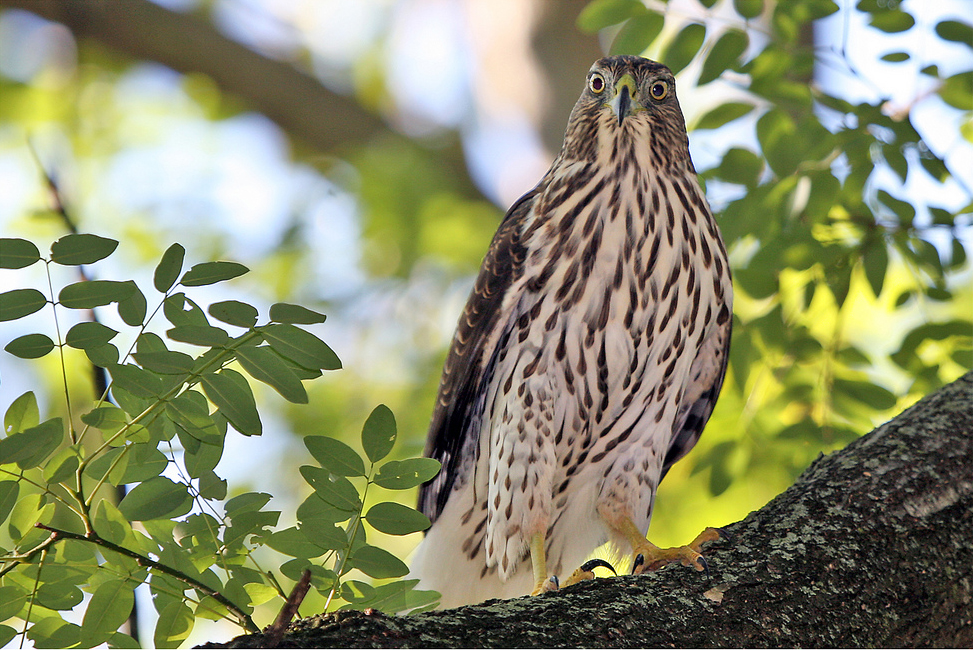
Junger Rundschwanzhabicht

Rundschwanzhabichte wurden einst sehr stark gejagt, da sie im Verdacht standen, Geflügel zu erbeuten – sie wurden deswegen auch oft als „Hühnerhabicht“ bezeichnet. Es hat sich aber herausgestellt, dass Rundschwanzhabichte nur selten Haustiere erbeuten und werden folglich jetzt nur noch selten gejagt. Durch die Anwendung von Pestiziden wie z. B. DDT wurde die Fortpflanzung von Rundschwanzhabichten stark beeinträchtigt, diese Bedrohung ist aber mit dem Verbot von DDT weggefallen und der anpassungsfähige Greifvogel kann neuerdings seine Bestände allmählich wieder auffüllen. In der Roten Liste der IUCN werden sie aktuell als „nicht gefährdet“ geführt. Dennoch unterliegen Rundschwanzhabichte in ihren angestammten Verbreitungsgebieten aufgrund von Habitatzerstörungen (Abholzung etc.) nach wie vor einer starken Bedrohung.